# Beckenham (Nouvelle-Zélande)
Beckenham est une banlieue interne de la cité de Christchurch, dans l’île du Sud de la Nouvelle-Zélande.

## Situation
Elle est localisée à trois kilomètres au sud du centre de la cité.
Le fleuve Heathcote sinue à travers une banlieue à prédominance résidentielle, dont une section est souvent citée localement comme la boucle de Beckenham Loop.

## Histoire
La banlieue fut dénommée par le Capitaine Stephen Fisher d’après la ville de Beckenham en Angleterre.
Il s’installa dans le secteur en 1871 après s’être retiré de son activité navale et à un moment, une partie de la zone de Beckenham fut connue sous le nom de Fisherton et sa maison fut construite sur ce qui est maintenant Fisher Avenue.
À une époque, Stephen Fisher et son frère James Fisher possédaient ensemble une ferme, qui occupait tout ce qui est de nos jours la banlieue de Beckenham.
Le tramway fournissait un moyen de transport pour rejoindre le centre de Christchurch car le réseau s’étendait vers le bas de Colombo Street en direction de Devon Street en 1880, ensuite Tennyson Street et finalement jusqu’à Port Hills  en 1898, cela accéléra la croissance de la population du secteur de Beckenham.
L’électricité fut apportée à Beckenham en 1912 et le réseau des égouts fut fourni par le conseil de Christchurch en 1920.

## Équipements

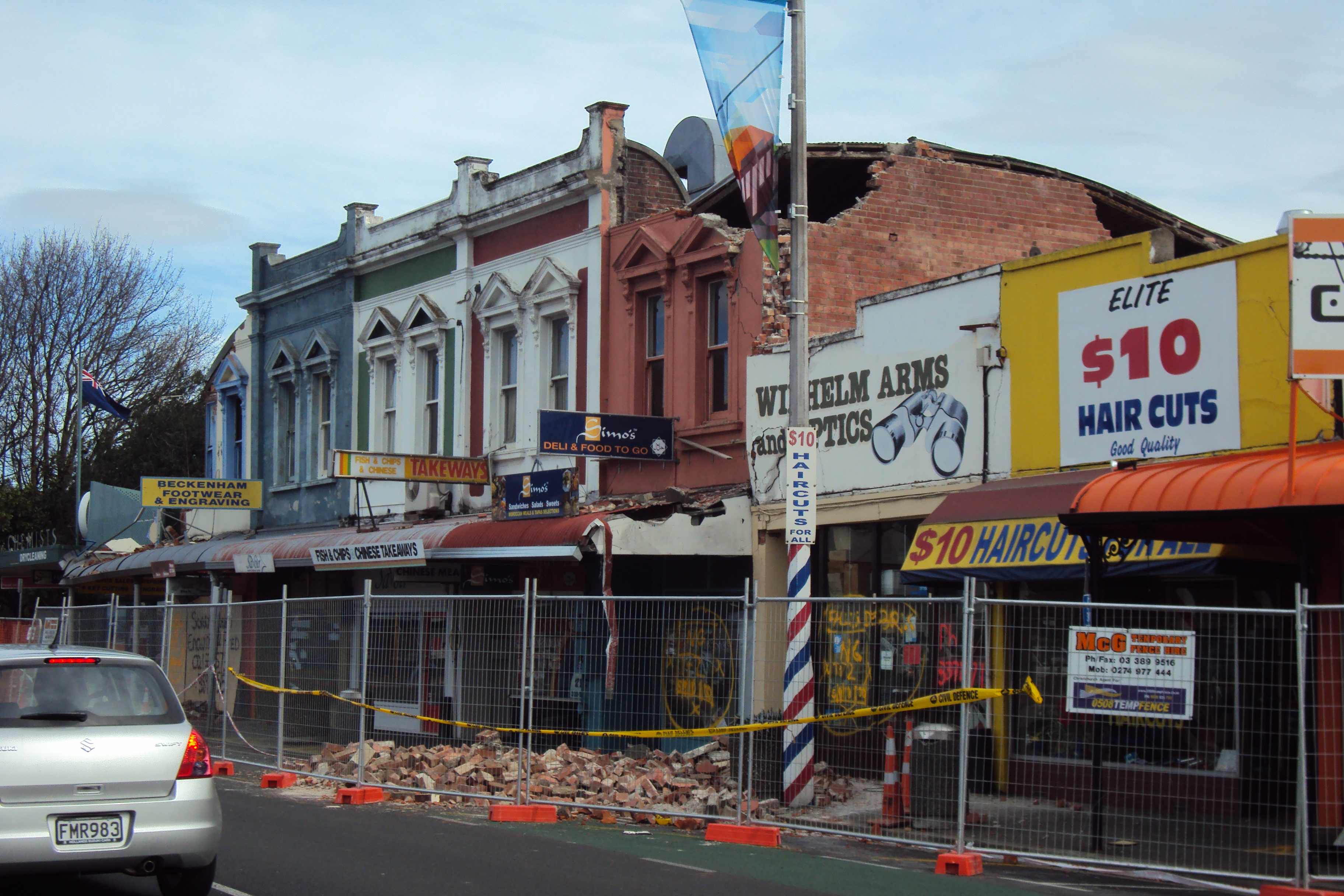
Les magasins de la banlieue de Beckenham, qui maintenant ont été démolis après le tremblement de terre de 2011 survenu dans la région de Canterbury

La zone commerciale de Beckenham comportait un certain nombre de bâtiments qui ont été démolis comme résultat des tremblements de terre de 2010 et 2011, et malgré cela la zone continue de se développer avec parmi d’autres commerces un boucher, un café, une pharmacie et un bureau de poste.
Plusieurs  restaurants, et les magasins de Hettie's Rock Shop sont populaires pour les résidents locaux.
La station de police de Christchurch est localisée sur Colombo Street.

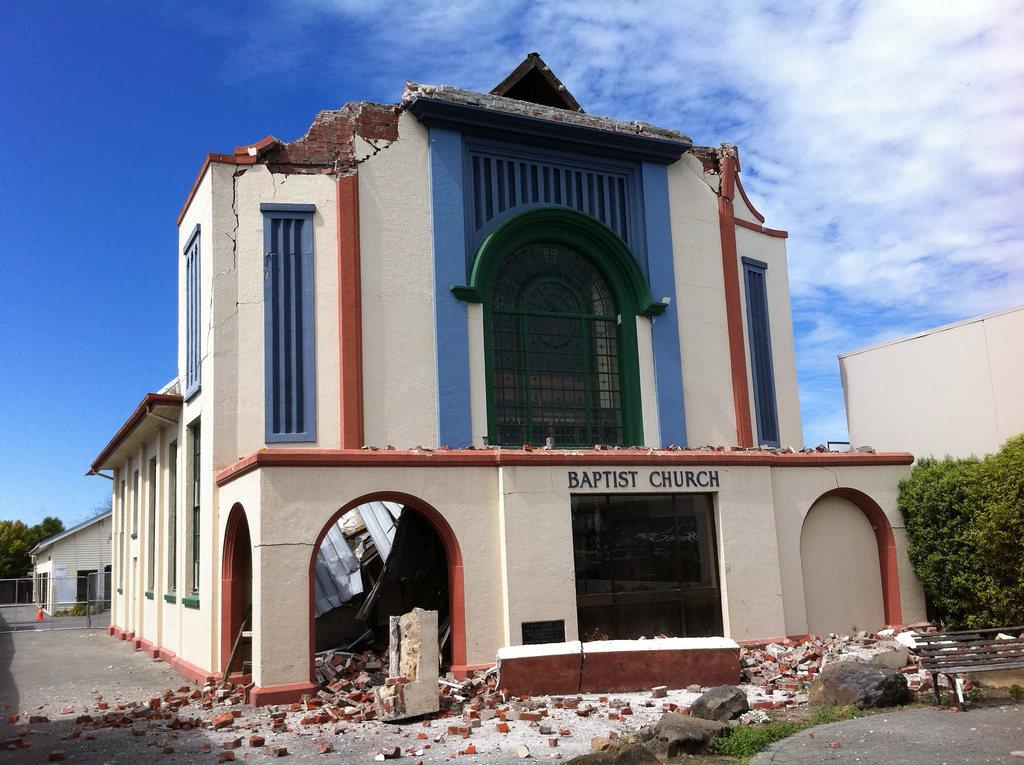
L’église baptiste de Beckenham ayant souffert d’importants dommages lors du séisme de 2011. Elle a ensuite dû être démolie

Beckenham est le domicile de l’église méthodiste de Beckenham.
L’église baptiste de Beckenham  et l’église catholique St Peters de Beckenham.
Beckenham Park a aussi un bassin pour les canards et c’est le domicile du club de cricket du district sud et du club de tennis de Beckenham.
La bibliothèque sud de Christchurch est localisée dans Colombo Street sur les berges de la rivière Heathcote.
Elle fut conçue par les architectes Warren et Mahoney, et ouverte officiellement le 23 août 2003.
Ils reçurent une récompense suprême pour l’architecture lors de la cérémonie des awards de la NZIA de 2004.
La Opawa-Saint Martins Toy Library est localisée dans l’ancienne bibliothèque de Beckenham sur Sandwich Road.

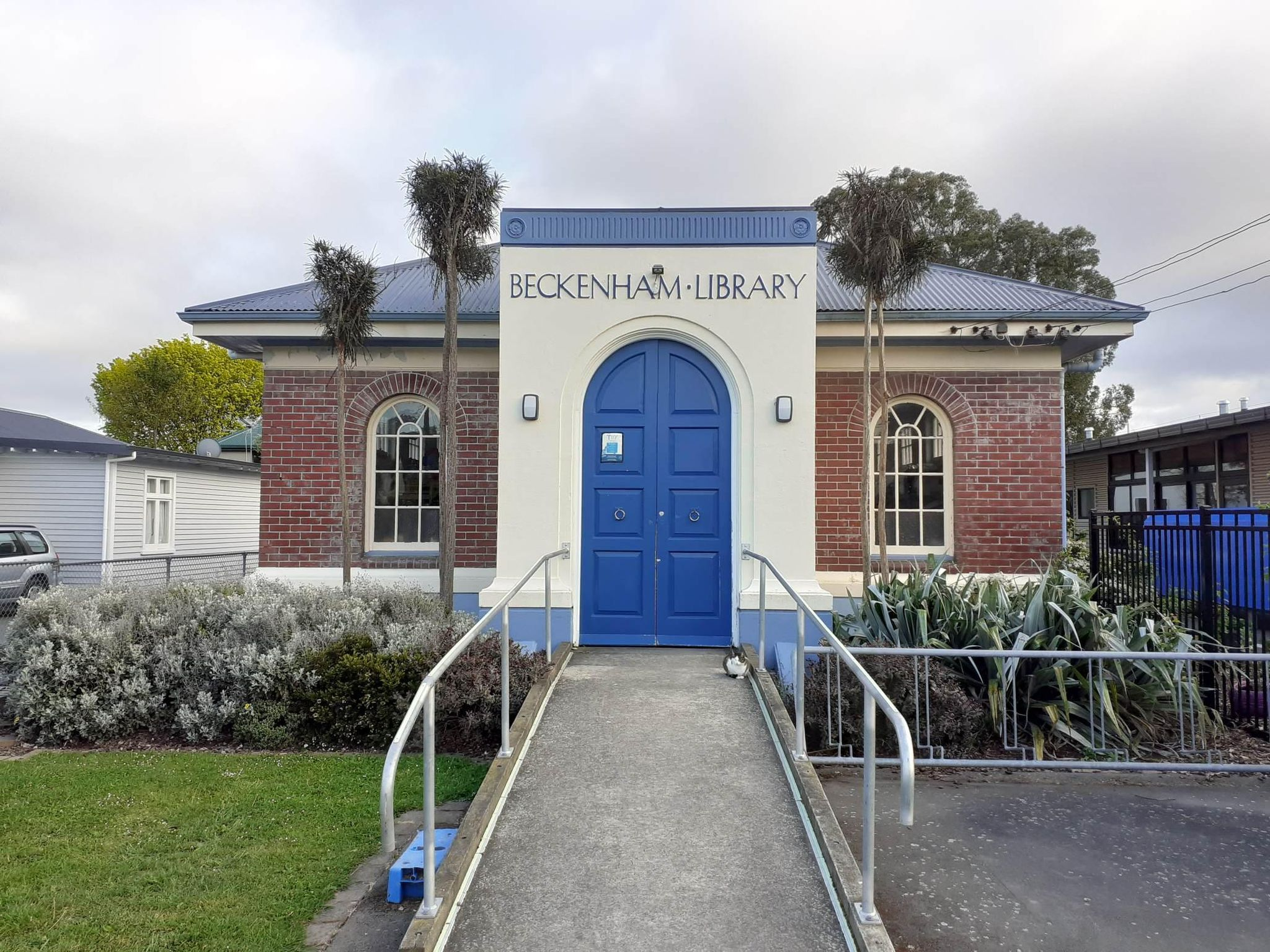
Le bâtiment de l’ancienne bibliothèque de Beckenham, qui est maintenant le domicile de la bibliothèque du jouet (novembre 2020)

## Maisons

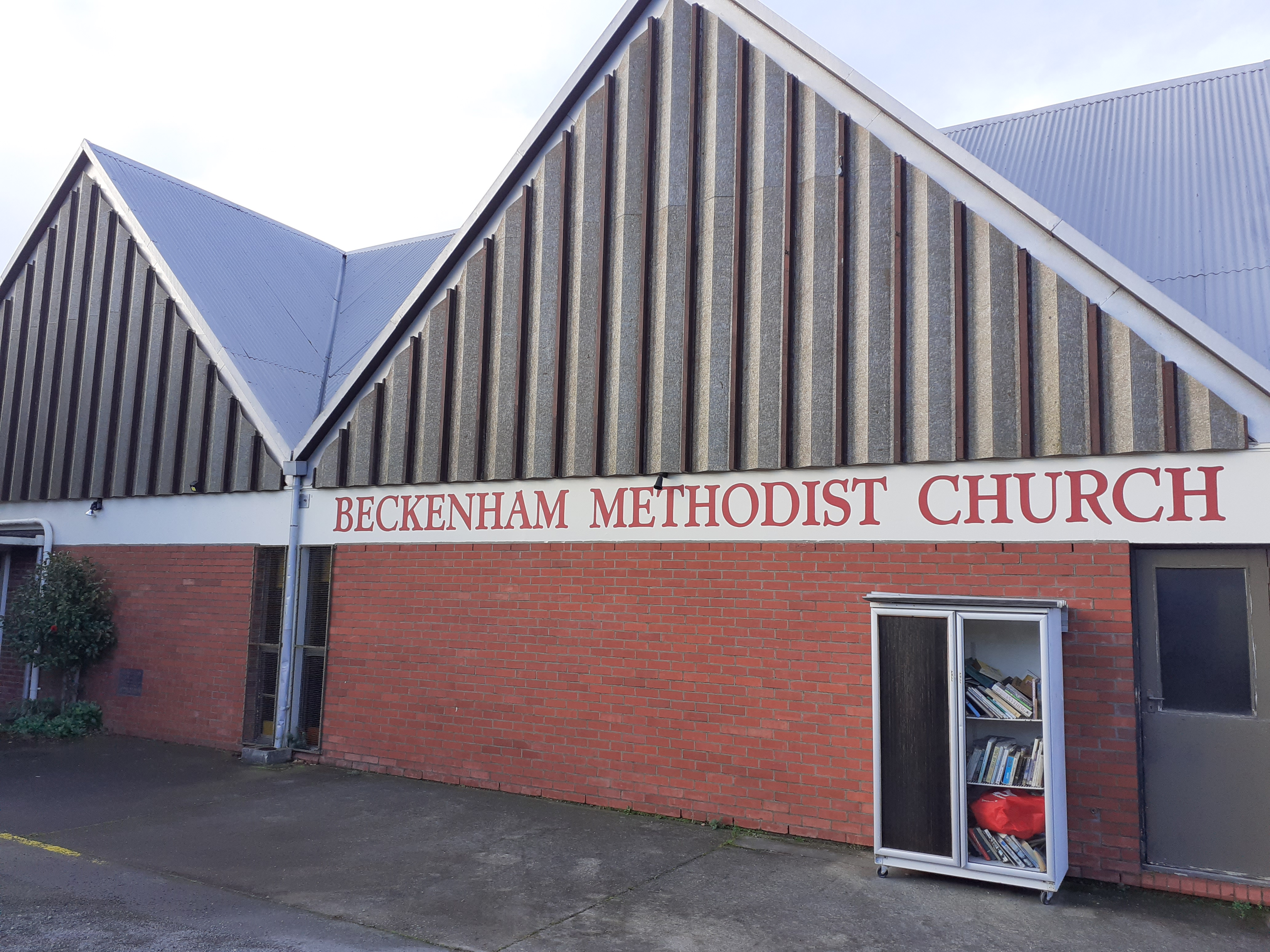
Église méthodiste de Beckenham

Il y a de nombreuses maisons originales construites entre les années 1900 à 1950.
Elles consistent en des villas à un seul ou occasionnellement deux étages, certaines seulement en briques, à un seul étage, des bungalows en bois et quelques maisons de style Art déco.
Il y a un certain nombre de maisons plus importantes sur Fisher Avenue.
De nombreuses d’entre elles sont bien établies avec un jardin en façade.
Les rues sont relativement larges et il y a de nombreux arbres matures dans les rues.
Certains des lotissements sont apparus avec de nouvelles maisons situées derrière les maisons d’origine avec des voies d’accès séparées et des clôtures associées.
Les arbres sur Fisher Avenue et Norwood Street contribuent vers Beckenham à créer un aspect plaisant de l’apparence des rues.

## Lieux inondables

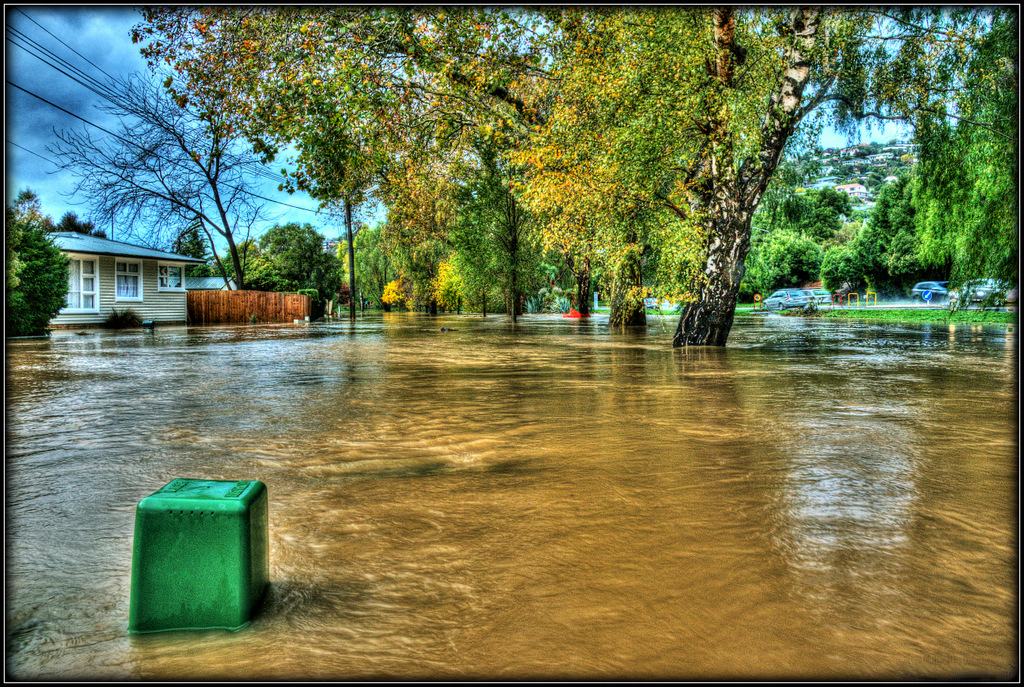
La rivière Heathcote en crue, s'étendant sur Eastern Terrace, dans la banlieue de Beckenham

Le fleuve Heathcote inonde souvent durant les épisodes de pluies intenses à l’extrémité sud de la boucle de Beckenham.
Le conseil de la cité de Christchurch continue d’améliorer les stratégies de lutte contre les inondations en tirant des leçons de l’impact de celles-ci,,.

## Démographie
En 2006, Beckenham avait une population actuelle de 2 451 résidents pour 2 442 résidents en 2013 et 2 403 résidents en 2018.
L’âge médian des résidents en 2018 était de 41,2 ans.
En termes d’ethnicité, 93,4 % des résidents s’identifient comme européens, 6,2 % s’identifient comme Maori et 7.6% s’identifient comme d’une autre ethnicité.
La majorité des résidents sont nés en Nouvelle-Zélande, soit 75,9 %.
La majorité des résidents s’identifient comme n’ayant aucune religion soit 61,7 % alors qu’une minorité soit 29,8 % s’identifient comme chrétiens.
La majorité des résidents (52,6 %) sont employés à plein temps.
Le revenu médian était de 39,000 $ avec 25,3 % gagnant plus de 70,000 $.
En 2018, il y avait 897 logements privés occupés et 48 autres logements privés non occupés.

## École primaire de Bentham
L’école primaire de Beckenham Primary School est une école publique, mixte, accueillant les enfants des niveaux 1 à 8.

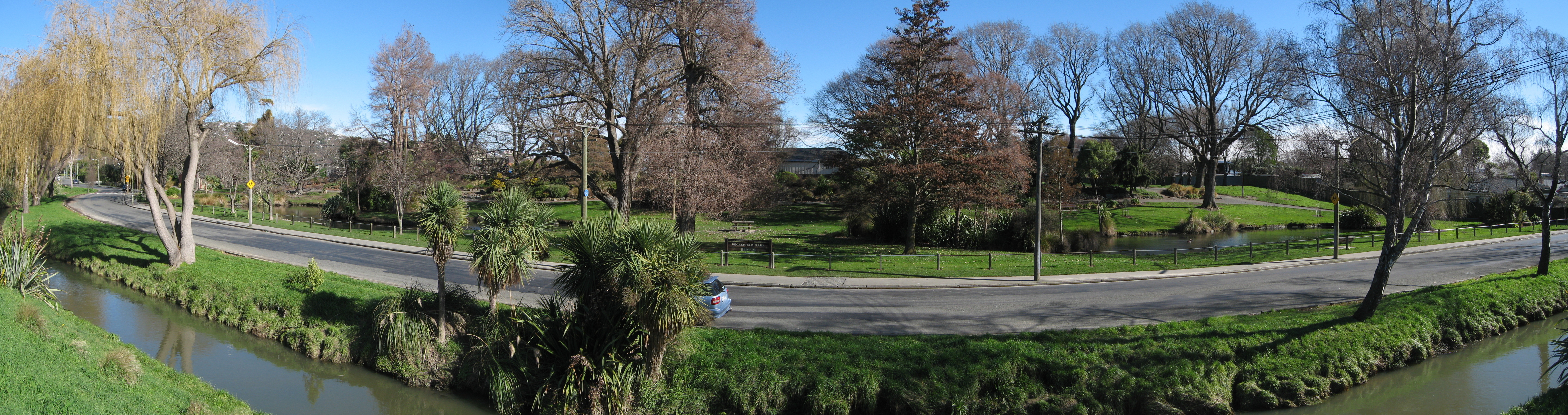
La rivière Heathcote et le parc de Beckenham au niveau de Eastern Terrace

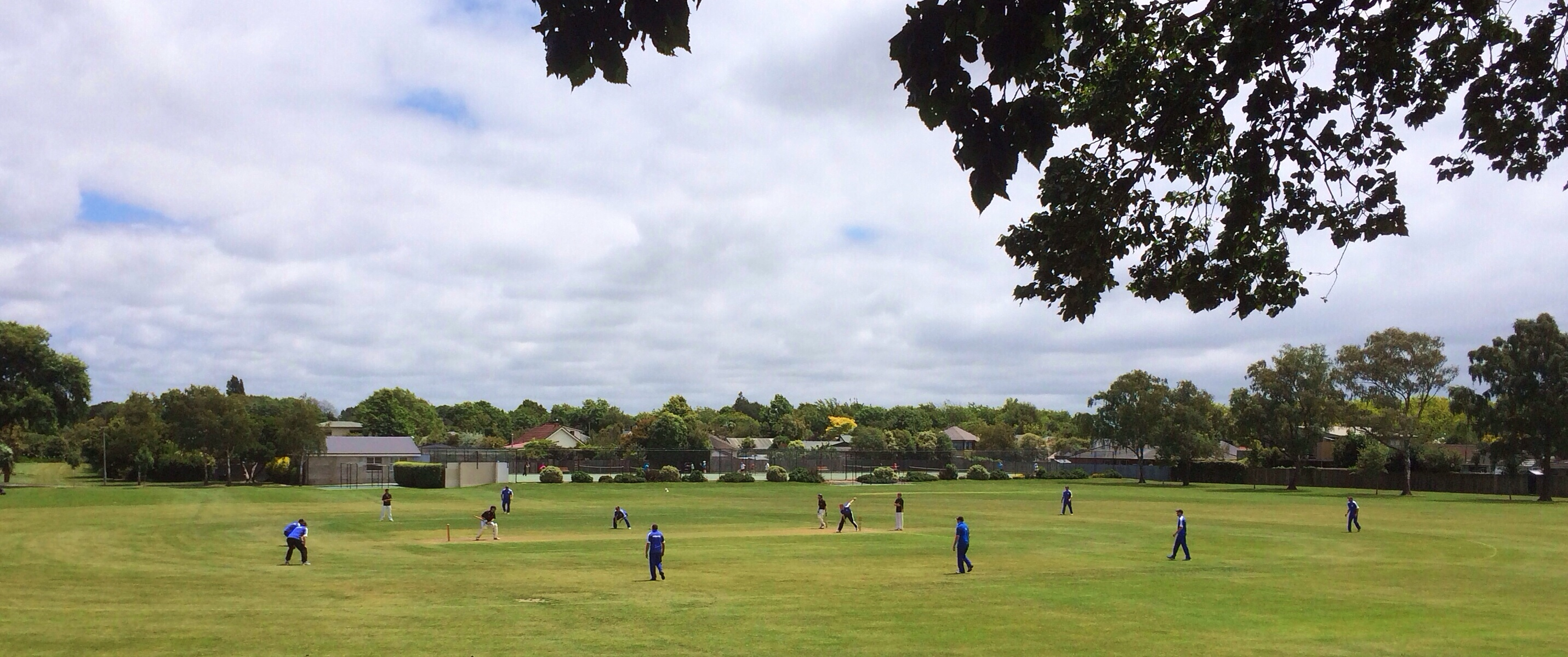
Partie de cricket de fin de semaine dans le parc de Beckenham

L’école de Beckenham Primary School a ouvert en 1915 avec 149 enfants et une équipe enseignante de 4 personnes, sur l’insistance du Canterbury Education Board par l’action de la Beckenham Burgesses’ Association, qui a argumenté, qu’il était trop dangereux pour les enfants de Beckenham de traverser la ligne de tramway de Colombo St pour se rendre à Somerfield School.
L’effectif de l’école et ses bâtiments ont grandi rapidement si bien qu’en 1928 l’effectif de l’école a atteint 562 élèves.
L’effectif dans les années récentes (en 2020) a été considéré autour de 430 élèves au début de l’année scolaire et grimpant à 510 étudiants à la fin de l’année.
Le tremblement de terre de Canterbury du 22 février 2011 détruisit la piscine de l’école.
Un feu en janvier 2013 détruisit la bibliothèque et la pièce multi-usage.
Approximativement 13 % de la population de l’école est Māori et il y a un fort support de l’école à l’intérieur de la communauté pour le programme te reo Māori et Tikanga Māori.
Les enfants des autres ethnies comportent des maoris des îles Cook, des Samoa, Tonga, des Indiens, des habitants venant de Russie, Hongrie, hollandais, allemands, africains, coréens, japonais et chinois.
L’école a des classes satellites attachées à partir de l’école de Ferndale  pour des enfants ayant des déficits intellectuels modérés.
Le premier comité de l’école adopta les couleurs rouge, le jaune et noir du drapeau de la Belgique comme couleurs de l’école comme reconnaissance de la bravoure montrée par ce pays durant la guerre de 1914-1918.
L’école de Beckenham a actuellement un décile de 8.
Beckenham Primary School est aussi connue sous le nom de Beckenham Te Kura o Pūroto.